# Hyporhamphus intermedius
Hyporhamphus intermedius is een straalvinnige vissensoort uit de familie van halfsnavelbekken (Hemiramphidae). De wetenschappelijke naam van de soort werd voor het eerst geldig gepubliceerd in 1842 door Theodore Edward Cantor.